# Gerichtssaal

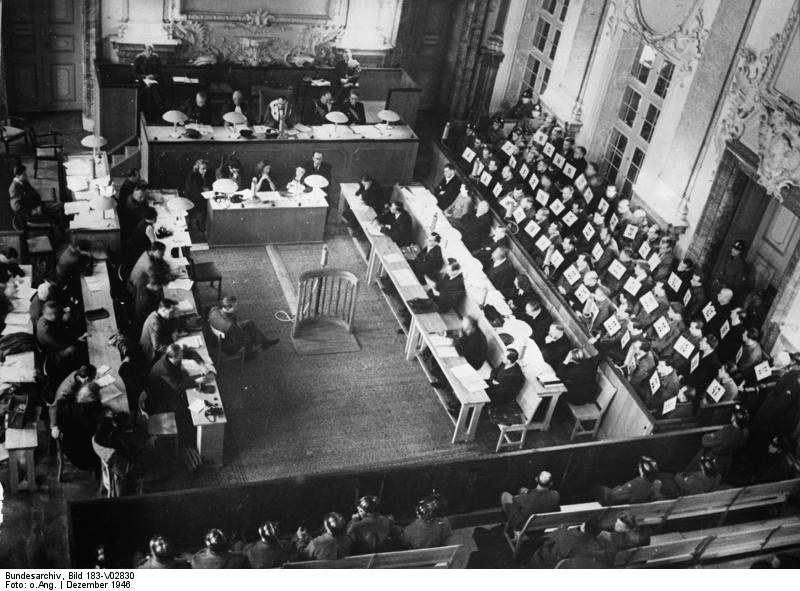
Gerichtssaal im Schloss Rastatt während der Eröffnung der Verhandlung zum Kriegsverbrecherprozess 1946

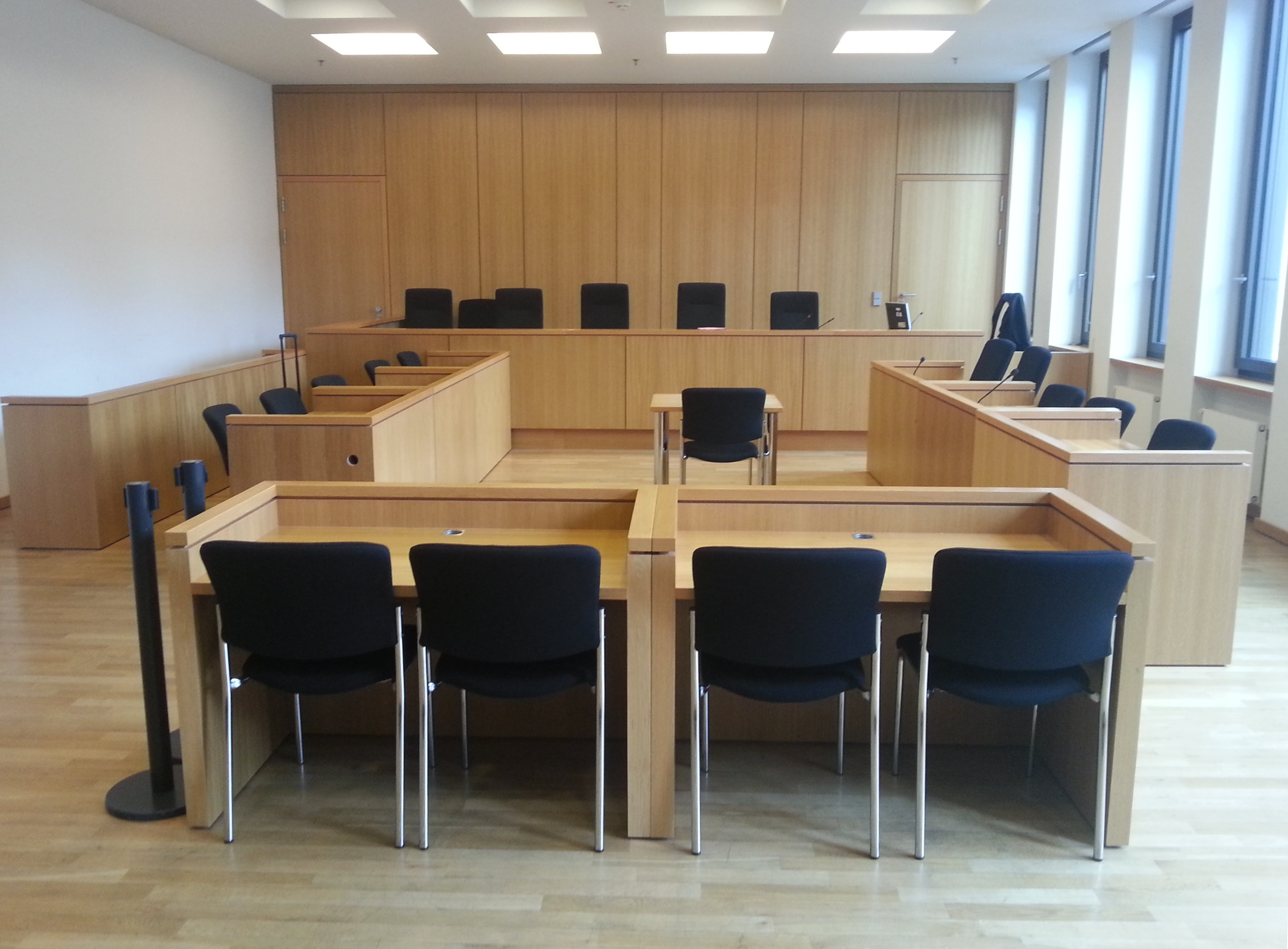
Moderner Gerichtssaal im Justizzentrum Aachen

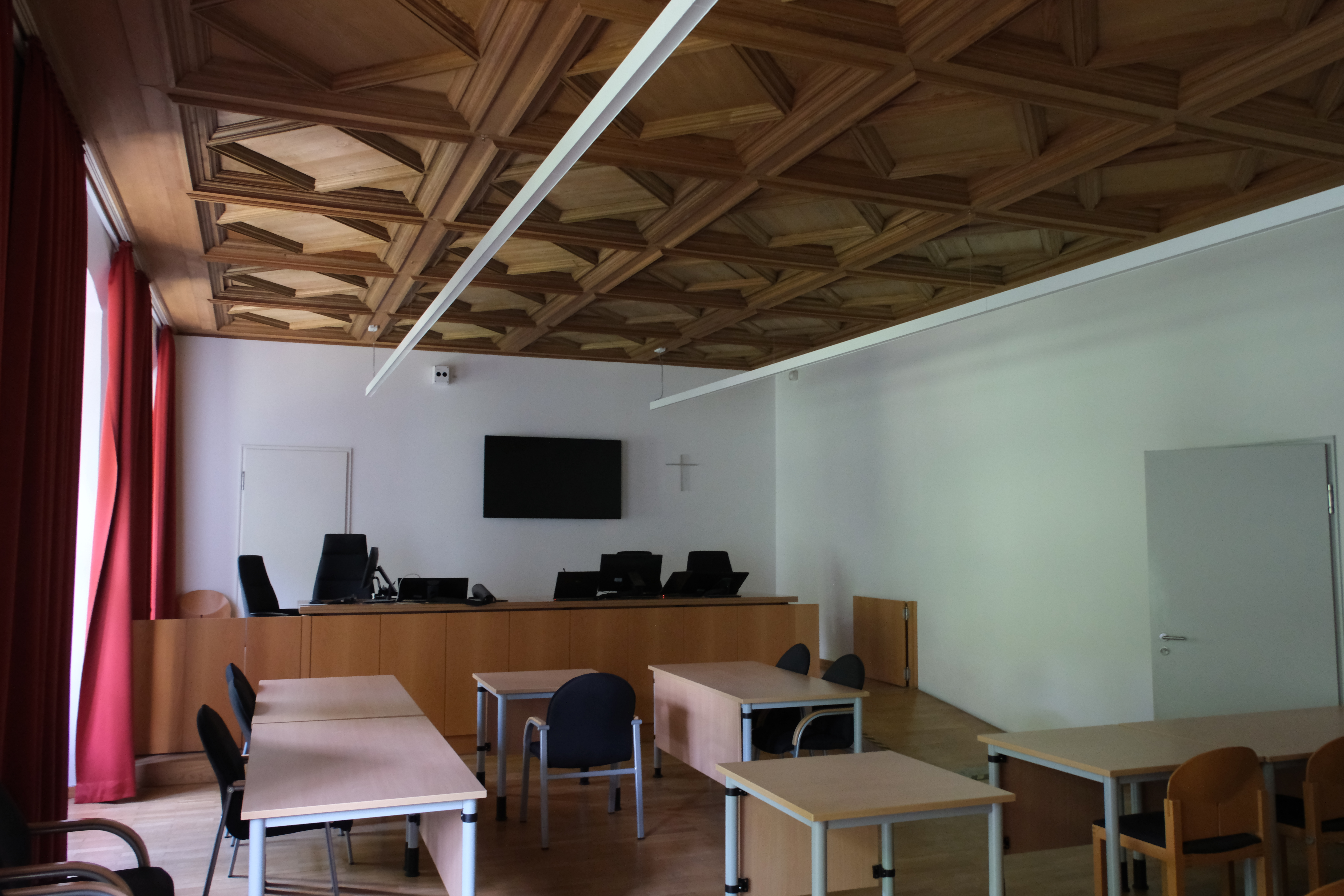
Eher kleiner Gerichtssaal eines deutschen Amtsgerichts in der heutigen Zeit (Amtsgericht Neumarkt in der Oberpfalz)

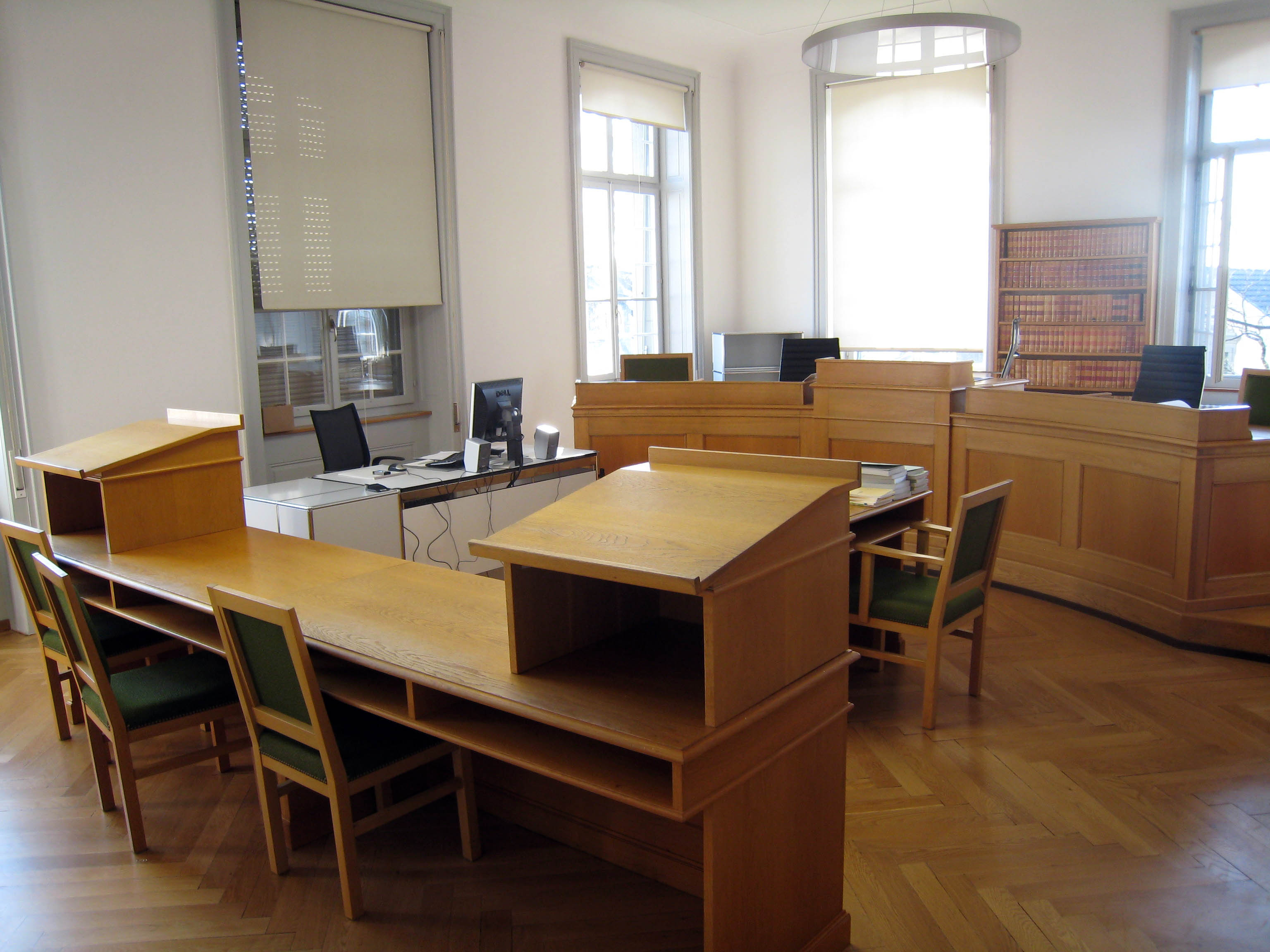
Kleiner Gerichtssaal in Bern (Schweiz)

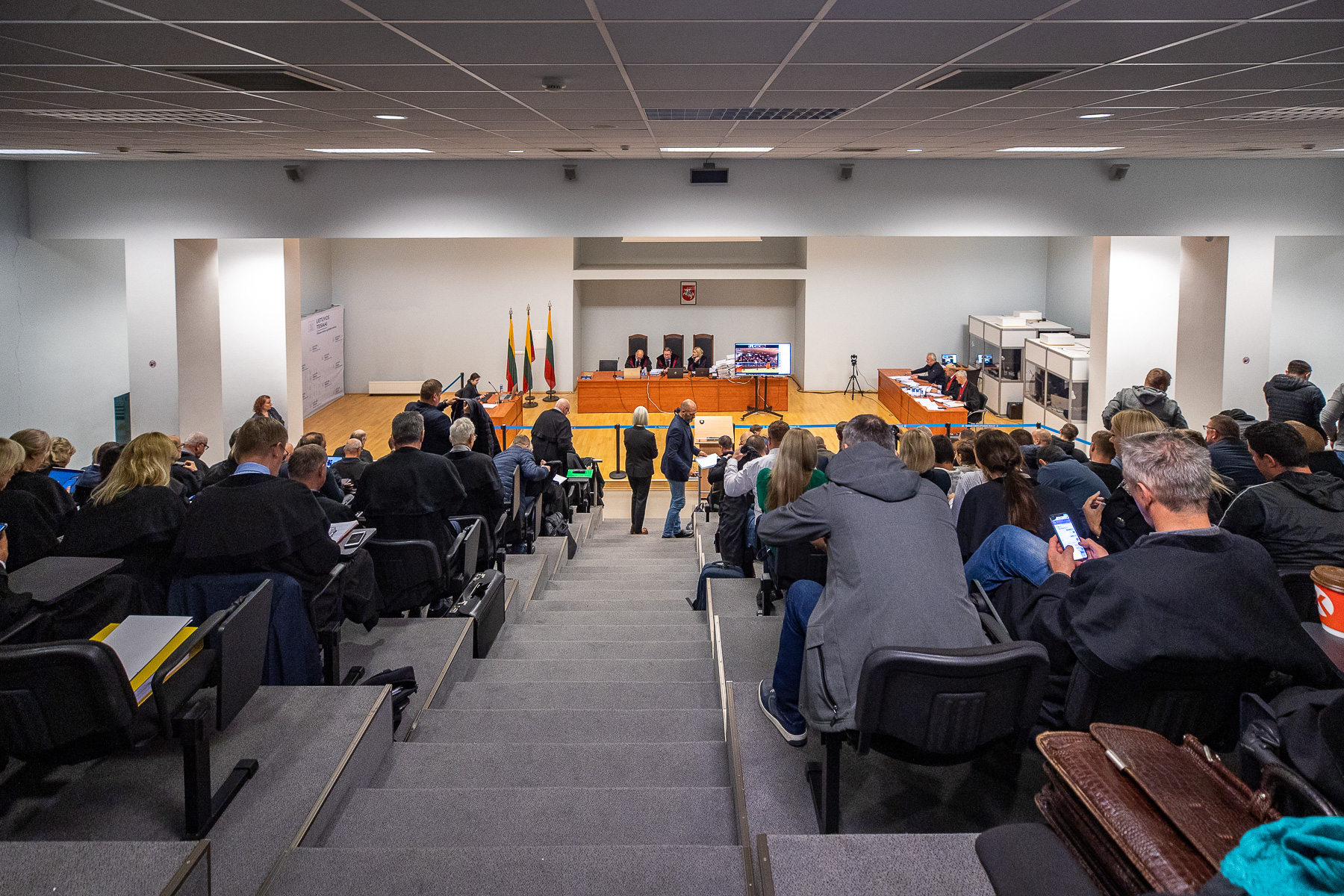
Großer Saal im Stadtkreisgericht Vilnius (Litauen)

Als Gerichtssaal, Sitzungssaal oder auch  Verhandlungssaal wird ein Raum bezeichnet, in dem Gerichtsverhandlungen geführt werden.

## Örtlichkeit

### Klassischer Gerichtssaal
Oft ist ein Gerichtssaal ein großer Saal und Teil eines Gerichtsgebäudes. In der Regel ist ein Gerichtssaal so aufgebaut, dass am Kopfende das Gericht sitzt. Zur linken und zur rechten Seite des Gerichts ist Platz für die Prozessparteien. An einer Seite ist zwischen Gericht und Prozesspartei Platz für das Protokoll. Gegenüber dem Gericht ist der Zuschauerbereich. Zwischen Zuschauerbereich und Gericht und den Prozessparteien befindet sich freier Raum.
In diesem befindet sich zum Beispiel im Strafverfahren üblicherweise der Platz des Zeugen. Der Sitzungsvertreter der Staatsanwaltschaft sitzt oft mit dem Rücken zu den Fenstern. Eventuelle Sachverständige oder Nebenkläger sitzen üblicherweise auf der Seite der Staatsanwaltschaft.
In Zivilverfahren sitzen die Parteien nebeneinander gegenüber dem Richter. 
Hier ist nicht festgelegt, wer auf der Fensterseite sitzt. Oft sitzt jedoch der Kläger aus Sicht des Richters links.
Grundsätzlich können sowohl Zivil- als auch Strafsachen in denselben Sälen verhandelt werden. Es gibt jedoch auch Säle, die für Strafsachen besonders gestaltet sind, etwa mit besonderen Schutzmaßnahmen für oder gegen den Angeklagten (zum Beispiel Panzerglasumrahmung der Angeklagtenbank) oder mit einem gesonderten Zugang für die Vorführung eines inhaftierten Angeklagten oder Zeugen.
Meistens schließt an den Gerichtssaal am Kopfende ein kleinerer, abgetrennter Raum an, das sogenannte Besprechungs- oder Beratungszimmer. Hierhin kann sich das Gericht zur Beratung zurückziehen.

### Richterzimmer
Viele Verhandlungen, insbesondere bei den Amts- und Landgerichten in Zivilsachen, werden statt in einem Gerichtssaal im Büro des Richters geführt. Hier nehmen die Parteien an einem einfachen Besprechungstisch Platz, während der Richter von seinem Schreibtisch aus die Verhandlung führt. Für das Strafverfahren soll nach § 124 Abs. 1 der „Richtlinien für das Strafverfahren und das Bußgeldverfahren“ (RiStBV) der Gerichtssaal und nicht das Richterzimmer Ort der Hauptverhandlung sein.

### Sonstige Örtlichkeiten
Das Gericht kann auch außerhalb des Gerichtsgebäudes tagen. So kann es während eines Ortstermins (wenn etwa ein Tat- oder Unfallort oder ein Grundstück in Augenschein genommen werden soll) im Freien tagen. Im Anschluss an den Ortstermin kann auch z. B. ein Zimmer in einer Gaststätte zum Gerichtssaal werden. In diesen Fällen sind dieselben rechtlichen Bestimmungen zu beachten, die auch für Gerichtssäle innerhalb des Gerichtsgebäudes gelten.

## Rechtliches
Der Vorsitzende Richter übt das Weisungsrecht innerhalb des Gerichtssaales, die „Sitzungspolizei“ aus.
Da Gerichtsverfahren grundsätzlich öffentlich sind, muss grundsätzlich jedermann Zutritt zum Gerichtssaal haben. Das setzt voraus, dass die Öffentlichkeit Kenntnis von dem Verfahren erhält, was z. B. durch Aushang zu gewährleisten ist.

## Lehrsaal
Die Universität Graz wird bis zum Sommer 2017 einen Moot Court Raum, einen wie ein Gerichtssaal ausgestatteten Übungssaal erhalten. Die 60.000 € kostende Ausstattung wird von Stadt, Land und Privaten, nämlich Rechtsanwaltskanzleien und Versicherungen kofinanziert.